# Green Manalishi
Green Manalishi, född 24 maj 2016 är en svenskfödd varmblodig travhäst. Han tränas av Stefan Melander och körs av Björn Goop. Under hans tid i Nordamerika tränades han av Marcus Melander och kördes då oftast av Tim Tetrick.
Green Manalishi började tävla i juni 2018. Han har till oktober 2020 sprungit in 10,4 miljoner kronor på 29 starter, varav 11 segrar, 9 andraplatser och 3 tredjeplatser. Han har tagit karriärens hittills största segrar i Canadian Trotting Classic (2018) och William Wellwood Memorial (2018). Bland andra större meriter räknas segern i försöksloppet till Hambletonian Stakes (2019) och andraplatserna i Peter Haughton Memorial (2018) och Breeders Crown 2YO Colt & Gelding Trot (2018).

## Karriär

### Auktionsköp
Green Manalishi, då under namnet Nagamori Hill, köptes som ettåring på hästauktionen Kolgjini Sales i Vomb sommaren 2017, för 3 miljoner kronor. Köpare var Stall Courant. Det var då den dyraste hästen som någonsin har sålts på en svensk unghästauktion. Därefter bytte hästen namn till Green Manalishi, för att få rätt begynnelsebokstav, då Stall Courants samtliga ettåringar födda 2016 börjar med bokstaven "G". Namnet fick han efter en låt av den brittiska musikgruppen Fleetwood Mac.

### Flytt till Nordamerika
Green Manalishi kördes in hos Thomas Uhrberg i Munka-Ljungby utanför Ängelholm, och flögs sedan över till USA och till Marcus Melander i New Egypt, New Jersey.
Han debuterade i lopp den 9 juli 2018, då han startade i Pennsylvania All-Stars på Pocono Downs, med Brian Sears i sulkyn. Han vann loppet, och startade elva dagar senare, den 20 juli 2018 i Kindergarten Series på Meadowlands Racetrack. I loppet kördes han av Tim Tetrick, som kom att köra honom i de flesta starterna i Nordamerika.
Den 4 augusti 2018 startade han i USA:s största lopp för tvååringar, Peter Haughton Memorial på Meadowlands Racetrack. I loppet slutade han på en andraplats, bakom segrande Don't Let'em körd av Yannick Gingras. Andraplatsen var värd 105 000 dollar. Sin första storloppsseger tog han den 15 september 2018 i William Wellwood Memorial på Mohawk Racetrack. Segern var värd 200 000 dollar.
Han avslutade tvåårssäsongen med en andraplats i Breeders Crown 2YO Colt & Gelding Trot på Pocono Downs, den 27 oktober 2018.

### Treåringssäsongen 2019
Green Manalishi gjorde debut som treåring den 22 juni 2019 i Earl Beal Jr. Memorial, där han segrade i sitt försöksheat. En vecka senare, den 29 juni 2019 kom han på en tredjeplats i finalen, bakom segrande Marseille, körd av Åke Svanstedt, och stallkamraten Greenshoe, körd av Brian Sears.
Under Hambletoniandagen, den 3 augusti 2019 startade Green Manalishi i kvalheat nummer 1 från spår 7. Han vann kvalheatet på tiden 1:50.3 (1.08,8). Till finalloppet lottades han till spår fyra, tillsammans med ordinarie kusken Tim Tetrick. I finalloppet slutade han på en femteplats, bakom båda stallkamraterna Gimpanzee (trea) och Greenshoe (tvåa).
Storloppssegrarna under treåringssäsongen uteblev, och Green Manalishi fick istället nöja sig med andraplatser i bland annat Dr. Harry M. Zweig Memorial på Vernon Downs, även då bakom stallkamraten Greenshoe. Det dröjde ända till 14 september 2019 innan den första, och enda storloppssegern som treåring kom i Canadian Trotting Classic på Mohawk Racetrack. Segern var värd 226 000 dollar.

### Flytt till Sverige
Redan i december 2019 meddelade Marcus Melander att målsättningen för Green Manalishi är att fortsätta tävla i Sverige, och sikta på att vinna de största årgångsloppen, bland annat Konung Gustaf V:s Pokal, Sprintermästaren och Svenskt Travderby. Melander meddelade att han kommer åka över i april 2020, något som även bekräftades av Stall Courant i mars 2020. I Sverige kommer han att tränas av Stefan Melander. Han anlände den 11 april 2020 till Melanders gård, och det meddelades då att han skulle starta i uttagningsloppet till Konung Gustaf V:s Pokal på Åbytravet. Det meddelades sedan att Björn Goop ska köra honom i Sverigedebuten. I loppet slutade han på en andraplats bakom Aetos Kronos, körd av Örjan Kihlström, och kvalificerade sig till finalloppet den 9 maj 2020. I finalloppet slutade han oplacerad, efter att ha galopperat strax efter starten. Loppet vanns även här av Aetos Kronos, nu körd av Johan Untersteiner.

## Statistik

### Löpningsrekord
| Datum          | Bana        | Lopp                                    | Tid    | Distans | Startmetod           | Kusk        |
| -------------- | ----------- | --------------------------------------- | ------ | ------- | -------------------- | ----------- |
| 3 augusti 2019 | Meadowlands | Hambletonian Stakes, heat 1             | 1:50.3 | 1 609 m | amerikansk autostart | Tim Tetrick |
| 24 april 2020  | Åby         | Konung Gustaf V:s Pokal, uttagningslopp | 1.12,1 | 2 140 m | autostart            | Björn Goop  |

### Större segrar
| År   | Lopp                      | Kusk        | Vinstbelopp |
| ---- | ------------------------- | ----------- | ----------- |
| 2018 | William Wellwood Memorial | Tim Tetrick | 200 000 USD |
| 2019 | Canadian Trotting Classic | Tim Tetrick | 226 875 USD |

### Starter
| Skor fram | Skor bak |

| Skor fram | Skor bak |

| Skor fram | Skor bak |

| Skor fram | Skor bak |

| Skor fram | Skor bak |

| Skor fram | Skor bak |

| Skor fram | Skor bak |

| Skor fram | Skor bak |

| Skor fram | Skor bak |

| Skor fram | Skor bak |

| Skor fram | Skor bak |

| Skor fram | Skor bak |

| Skor fram | Skor bak |

| Skor fram | Skor bak |

| Skor fram | Skor bak |

| Skor fram | Skor bak |

| Skor fram | Skor bak |

| Skor fram | Skor bak |

| Skor fram | Skor bak |

| Skor fram | Skor bak |

| Skor fram | Skor bak |

| Skor fram | Skor bak |

| Skor fram | Skor bak |

| Skor fram | Skor bak |

| Skor fram | Skor bak |

| Skor fram | Skor bak |

| Skor fram | Skor bak |

| Skor fram | Skor bak |

| Skor fram | Skor bak |

| Skor fram | Skor bak |

| Skor fram | Skor bak |

| Inga skor fram, ändrat sedan förra start | Skor bak |

| Skor fram, ändrat sedan förra start | Skor bak |

| Inga skor fram, ändrat sedan förra start | Skor bak |

| Inga skor fram | Inga skor bak, ändrat sedan förra start |

| Inga skor fram | Skor bak, ändrat sedan förra start |

## Stamtavla
| Efter Muscle Hill 2006 | Muscles Yankee 1995 | Valley Victory   | Baltic Speed     |
| Efter Muscle Hill 2006 | Muscles Yankee 1995 | Valley Victory   | Valley Victoria  |
| Efter Muscle Hill 2006 | Muscles Yankee 1995 | Maiden Yankee    | Speedy Crown     |
| Efter Muscle Hill 2006 | Muscles Yankee 1995 | Maiden Yankee    | Wistful Yankee   |
| Efter Muscle Hill 2006 | Yankee Blondie 1996 | American Winner  | Super Bowl       |
| Efter Muscle Hill 2006 | Yankee Blondie 1996 | American Winner  | B.J.'s Pleasure  |
| Efter Muscle Hill 2006 | Yankee Blondie 1996 | Yankee Bambi     | Hickory Pride    |
| Efter Muscle Hill 2006 | Yankee Blondie 1996 | Yankee Bambi     | Yankee Duchess   |
| Undan Naga Morich 2008 | Enjoy Lavec 1996    | Pine Chip        | Arndon           |
| Undan Naga Morich 2008 | Enjoy Lavec 1996    | Pine Chip        | Pine Speed       |
| Undan Naga Morich 2008 | Enjoy Lavec 1996    | Margit Lobell    | Speedy Crown     |
| Undan Naga Morich 2008 | Enjoy Lavec 1996    | Margit Lobell    | Matina Hanover   |
| Undan Naga Morich 2008 | Dame Lavec 1995     | Quito de Talonay | Florestan        |
| Undan Naga Morich 2008 | Dame Lavec 1995     | Quito de Talonay | Dent Blanche     |
| Undan Naga Morich 2008 | Dame Lavec 1995     | Kit Lobell       | Speedy Crown     |
| Undan Naga Morich 2008 | Dame Lavec 1995     | Kit Lobell       | Keystone Pioneer |